# Strokkur

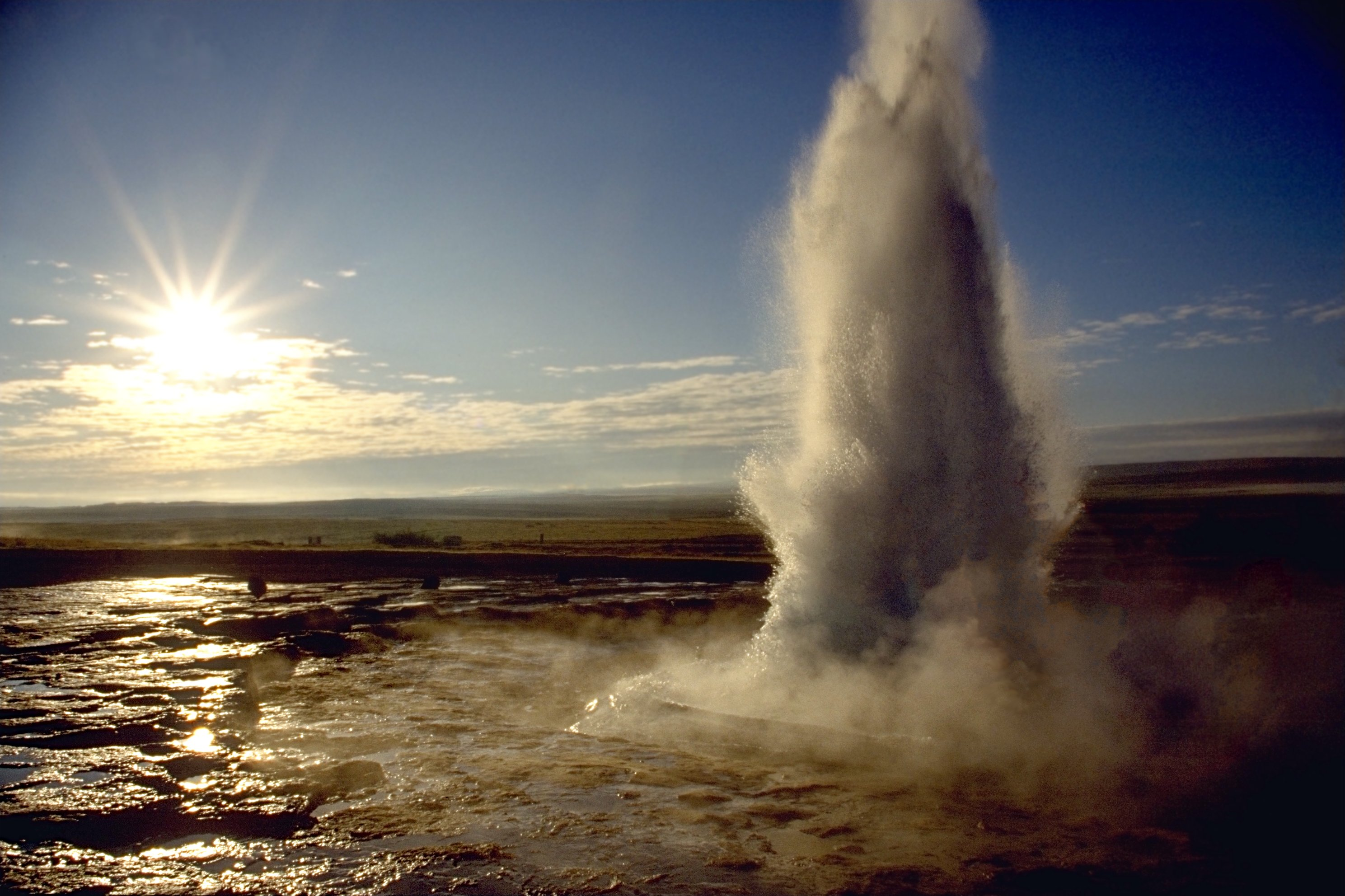
Strokkur

Strokkur är en gejser i Haukadalur på södra Island. 
Den ligger några meter ifrån gejsern Geysir i ett parkliknande geotermiskt område med samma namn. Till skillnad från Geysir, som vanligen är inaktiv under långa perioder, får Strokkur utbrott mycket regelbundet. Det brukar ske ungefär var tredje till femte minut. Det kokande vattnet kan nå en höjd på 20 meter. De första uppgifterna om gejseraktivitet i Haukadalur härstammar från 1294, då man anser att Geysir blev aktiv. Strokkur hade ofta eruptioner fram till 1896, då en jordbävning fick Strokkurs eruptioner att upphöra. År 1963 lyckades lokalbefolkningen att få igång Strokkurs eruptioner igen, och sedan dess har den fortsatt att vara aktiv. Innan strokkur får ett utbrott så vibrerar eller skakar marken runtom.
I det geotermiskt aktiva området kring Strokkur och Geysir finns en hel del varma (och ibland kokande) källor och liknande. Området påverkas ofta av vulkanutbrott. Det sägs till exempel att gejsern Geysir bara är aktiv under perioder efter vulkanutbrott.
Ett flertal bussbolag anordnar bussresor till området, se även Gyllene cirkeln.